# Lignières (Neuchâtel)
Lignières (hist. Linieri) – miejscowość i gmina w zachodniej Szwajcarii, w kantonie Neuchâtel.

## Demografia
W Lignières mieszka 968 osób. W 2021 roku 10,6% populacji gminy stanowiły osoby urodzone poza Szwajcarią. 